# Jayne Ann Krentz
Jayne Ann Castle Krentz (Cobb, Kalifornia, 1948. március 28. –) amerikai írónő, romantikus regényeket ír több írói álnéven: Amanda Quick álnéven a múltban, általában a Viktória-korabeli Angliában, Jayne Ann Krentz néven a jelenben és Jayne Castle néven a jövőben játszódókat.

## Élete
Mielőtt írónő lett, Krentz könyvtárosként dolgozott. Könyvtárosi vénáját az Amanda Quick álnéven írt könyveihez végzett kutatásokban a mai napig kamatoztatja. A Kaliforniai Egyetemen történelem szakán szerzett diplomát, majd a San José State University-n tanult tovább könyvtáros szakon.

## Eddig megjelent könyvei az összes írói álnevén

### Jayne Castle
- Vintage of Surrender #132 (1979)
- Queen of Hearts #157 (1979)
- Candlelight Ecstasy Romance:
- Gentle Pirate #2 (1980)
- Wagered Weekend #17 (1981)
- Right of Possession #23 (1981)
- Bargain with the Devil #26 (1981)
- A Man's Protection #36 (Jan 1982)
- Relentless Adversary #45 (1982)
- Affair of Risk #55 (May 1982)
- A Negotiated Surrender #68 (1982)
- Power Play #79 (Sep 1982)
- Spellbound #91 (Nov 1982)
- Conflict of Interest #130 (1983)
- Double Dealing (1984)
- Trading Secrets (1985)

#### Guinevere Jones
1. The Desperate Game (1986)
2. The Chilling Deception (1986)
3. The Sinister Touch (1986)
4. The Fatal Fortune (1986)

#### Future
1. Amaryllis (Oct 1996)
2. Zinnia (Jul 1997)
3. Orchid (May 1998)
4. "Bridal Jitters" in Charmed anthology (1999. október)
5. After Dark (Sep 2000)
6. After Glow (Mar 2004)

### Jayne Taylor
- Whirlwind Courtship (1979)

### Jayne Bentley
- A Moment Past Midnight #192 (1979)
- Turning Towards Home #224 (1979)
- Maiden of the Morning #249 (1979)
- Hired Husband #274 (1979)
- Sabrina's Scheme #283 (1979)

### Stephanie James
- A Passionate Business #89 (1981)
- Dangerous Magic #15 (1982)
- Stormy Challenge #35 (1982)
- Silhouette Intimate Moments
- Serpent in Paradise #9 (1983)
- Raven's Prey #21 (1984)
- Corporate Affair #1 (1982)
- Velvet Touch #11 (1982)
- Lover in Pursuit #19 (1982)
- Renaissance Man #25 (1982)
- Reckless Passion #31 (1982)
- Price of Surrender #37 (1983)
- Affair of Honor #49 (1983)
- To Tame the Hunter #55 (1983)
- Gamemaster #67 (1983)
- The Silver Snare #85 (1983)
- Battle Prize #97 (1983)
- Body Guard #103 (1983)
- Gambler's Woman #115 (1984)
- Night of the Magician #145 (1984)
- Nightwalker #163 (1984)
- Wizard #211 (1985)
- Golden Goddess #235 (1985)
- Cautious Lover #253 (1986)
- Green Fire #277 (1986)
- Second Wife #307 (1986)
- The Challoner Bride #342 (1987)
- Saxon's Lady (unnumbered-promotional release) (1987)

#### Colter
- Fabulous Beast #127 (1984)
- The Devil to Pay #187 (1985)

### Jayne Ann Krentz
- Uneasy Alliance #11 (1984)
- Call It Destiny #21 (1984)
- Ghost of a Chance #34 (1985)
- Man with a Past #45 (1985)
- Witchcraft #74 (1985)
- The Waiting Game #17 (1985)
- True Colors #91 (1986)
- The Ties That Bind #109 (1986)
- Between the Lines #125 (1986)
- Twist of Fate (1986)
- The Family Way #146 (1987)
- The Main Attraction #157 (1987)
- The Chance of a Lifetime #168 (1987)
- Test of Time #177 (1987)
- A Coral Kiss (1987)
- Midnight Jewels (1987)
- Full Bloom #191 (1988)
- Joy #219 (1988)
- A Woman's Touch #241 (1989)
- Lady's Choice #270 (1989)
- Too Wild to Wed? #341 (1991)
- The Wedding Night #365 (1991)
- The Golden Chance (1990) – Most vagy soha
- The Private Eye #377 (1992)
- Perfect Partners (1992) – Tökéletes társak
- Family Man (1992) – Csiszolatlan gyémánt
- Wildest Hearts (1993)
- Hidden Talents (1993) – Titkos tehetségek
- Grand Passion (HC 1994. február – PB 1994. szeptember)- Viharos szenvedély
- Trust Me (HC 1995. február – PB 1995. szeptember) – Bízz bennem
- Connecting Rooms (novella 1995)
- Absolutely, Positively (HC 1996. február – PB 1997. január)
- Deep Waters (HC 1997. február – PB 1997. december) – Tűz és víz
- Sweet Fortune (1998)- Féktelen vágyak
- Silver Linings (1998) – Reménysugár
- Sharp Edges (HC 1998. február – PB 1998. szeptember)- Örökkön örökké
- Flash (HC 1998. október – PB 1999. március) – Fényvarázs
- Eye of the Beholder (HC 1999. május – PB 1999. december) – Misztikus szerelem
- Soft Focus (HC 1999. december – PB 2000. október)
- Lost & Found (HC 2001. január – PB 2001. november)
- Smoke In Mirrors (HC 2002. január – PB 2002. november) – Holtomiglan, holtodiglan
- Falling Awake (HC 2004. november – PB 2005. november)
- All Night Long (HC 2006. január) – Ha leszáll az éj
- Fired up (HC 2010. január) – Az átok
- In Too Deep (HC 2011. január) – Szédítő mélység

#### Lost Colony
- Sweet Starfire (Mar 1986)
- Crystal Flame (Nov 1986)

#### Dreams
- Dreams Part One #229 (1988)
- Dreams Part Two #230 (1988)

#### Gifts
- Gift of Gold (1988)
- Gift of Fire (1989)

#### Ladies & Legends
- The Pirate #287 (1990)
- The Adventurer #293 (1990)
- The Cowboy #302 (1990)

#### Eclipse Bay
- Eclipse Bay (2000) – Holdfénypart
- Dawn in Eclipse Bay (2001)- Hajnal Holdfényparton
- A Summer in Eclipse Bay (2002) – Nyár Holdfényparton

#### Whispering Springs
- Light in Shadow (HC 2003. január – PB 2003. október) – Fény vagy árnyék
- Truth or Dare (HC 2004. január – PB 2004. október) – Igaz vagy hamis

#### Contemporany Arcane Society
- White Lies (2007)

### Amanda Glass
- Shield's Lady (1989)

### Amanda Quick
- Seduction (1990) – Csábítás
- Surrender (1990) – Fegyverletétel
- Scandal (1991) – Botrány

Tartalom: "Az ügy egyáltalán nem bonyolult – nyugtatta Emily remegő hangon az alvilági alakot. – Egy kis emberrablás csupán, a komornyikom nyilván említette már. Van egy úr, akit szeretnék eltávolítani a városból néhány napra. Biztonságos helyen szeretném tartani, mondjuk, öt napig. Lehet róla szó?" * A kor megítélése szerint Miss Emily Faringdon bizony nem kimondottan szép lány, s huszonnégy évével kicsit már idősecske is. Ráadásul múltjában ott éktelenkedik a Balszerencsés Esemény, amellyel jó hírén letörölhetetlen foltot ejtett. Little Dippington lakói – és maga a lány is – pontosan tudják, hogy semmi esélye többé a férjhez menésre. Ám mindannyiuk legnagyobb megdöbbenésére megjelenik a színen Simon, Blade titokzatos, nagy hatalmú grófja, és az oltár elé vezeti Emilyt. Hamarosan kiderül azonban, hogy a lánykérés oka legkevésbé sem a férfi szerelme…
- Rendezvous (Nov 1991) – Légyott

Tartalom: Miss Augusta Ballinger meg volt róla győződve, hogy fatális tévedés történt. A merev és unalmas Harry Fleming, Graystone earlje, aki szerint a nő legfőbb jellemvonása az erény és az illemtudás kell legyen, nem kérhette meg az ő kezét. Ám a lord döntése megmásíthatatlan. Azt hiszi, ő képes lesz az észveszejtő ifjú hölgyet megtanítani a helyes viselkedésre. Nem tudja, mi vár rá…
- Ravished (Jul 1992) – Becsület

Tartalom: Harriet Pomeroy, a papkisasszony, megszállott őslénykutató. Egy nap kedvenc kutatóhelyén, a Hardcastle-birtok tengerparti szikláiban megbúvó egyik barlangban legnagyobb megdöbbenésére rablott kincseket talál. Mielőbb szeretné eltávolítani kövületei közeléből a tolvajokat, ki máshoz fordulhatna hát segítségért, mint a birtok urához, St. Justin vicomte-hoz. Fogalma sincs róla, hogy St. Justin nem más, mint a "Blackthorne-i Fenevad," akit az emberek kerülnek, akár egy leprást, mert becsületét örökre eljátszotta. És a vicomte, akinek már minden mindegy, kompromittálja Harrietet…
- Reckless (Dec 1992) – A vakmerő

Tartalom: A szépséges Pheobe Layton egykor, alig tizenhat évesen, Gabriel Bannerben, Wylde earljében vélte felfedezni álmai lovagját, a régi vágású hőst, aki makulátlan vértezetben siet a bajba jutott hölgyek segítségére. Nem csoda hát, ha nyolc esztendő múltán Gabrielt keresi fel, hogy rábírja egy életbe vágóan fontos, titkos küldetés teljesítésére. A világtól elvonultan élő, mindenből és mindenkiből kiábrándult Gabriel Banner eddig határozottan meg volt győződve róla, hogy neki már senki sem tud meglepetést okozni. Ám egyszeriben élete e legizgalmasabb kalandjának kellős közepén találja magát: legjobb meggyőződése ellenére elmegy ugyanis arra a találkára, amelyre Pheobe Layton oly kitartóan invitálja.
- Dangerous (May 1993) – Bukott angyal

Tartalom: Bálterem, ragyognak a fények. És az ellentét: vidéki kastély, öreg fák lombjai tartják örök árnyékban. Íme, ezeken a helyszíneken lángol fel az a vad szenvedély, mely Amanda Quick új művének szereplőit örvényszerűen irányítja egymás felé. Prudence tudta, hogy nem illendő dolog éjnek évadján lakásán felkeresni egy férfit. Különösen kockázatos, ha az a férfi éppen a Bukott Angyal, Angelstone earlje. De Prudence-nek nem volt más választása, ha meg akarta kímélni forrófejű fivérét egy végzetes párbajtól. Prudence és Sebastian sorsa ezen az éjszakán végzetszerűen kapcsolódik össze.
- Deception (HC Jul 1993 – PB Apr 1994) – Legenda

Tartalom: "Olympia az íróasztalhoz lépett, a fiókok zárját próbálgatta. – Szerencsére időben érkeztem. Annak, aki az ablakot befeszítette, nem jelentett volna gondot ez a néhány gyenge zár. – Miből gondolja, Miss Wingfield – kapta fel a fejét Jared -,hogy az asztalból akartak valamit elvinni? – Csak egyetlen dolog van, amit érdemes lenne tőlem ellopni, Mr. Chilhurst, és ez a Lightbourne-napló." Miss Olympia Wingfield, idegen földek és szokásos ismerője, az Utazók és Felfedezők Társaságának megbecsült tagja hosszú évek fáradságos munkájával felkutatja a valahai Jack kapitány asszonyának, Claire Lightbourne-nak naplóját, mely az egyedüli bizonyíték arra, hogy a rettenthetetlen kalóz mérhetetlen kincset ásott el egy eldugott, mára már ismeretlen szigeten. Még a titkosírások szakavatott tudorának is nehézséget okoz a napló megfejtése, pedig enélkül lehetetlen megtalálni a mesés kincset. Egyetlen térkép sem ismeri a mesés szigetet, és baljós jelek utalnak arra, komolyan kell vennie a napló figyelmeztetését: óvakodnia kell a titokzatos őrizőtől. Az pedig még álmában sem jut eszébe, hogy Jack kapitány leszármazottai még nem adták fel a reményt, hogy megszerezzék maguknak – szerintük – jogos jussukat. Olympia minden bizodamát egyetlen emberbe, Chilhurtsbe veti, tőle remél segítséget. Ám az elárvult unokaöccsei mellé frissiben felfogadott házitanítót szemlátomást nem hozzák lázba a múlt legendái.
- Desire (Jan 1994) – Emésztő tűz

Tartalom: Desire isten háta mögötti szigete II. Henrik Angliájának valóságos édenkertje. Lady Clare-é itt minden, a csodálatos rózsaültetvényektől a parfüm-vegykonyháig. Az idillt átmenetileg beárnyékolja, hogy hűbérura nem rokonszenves kérővel való házasságra kötelezi Lady Clare-t. A házastársi kapcsolat kezdetben igencsak csikorog, de lassan mégis enyhülnek a feszültségek. Ekkor bukkan fel a szigeten Lady Clare hajdani szerelme, az alkimista varázsló, és a sziget idillje végképp felborul. Vajon sikerül-e Lady Clare-nek és férjének házasságuk, a birtok és a dolgos hétköznapok békéjének helyreállítása?
- Mistress (HC Jul 1994 – PB Mar 1995) – A szerető

Tartalom: London minden valamirevaló férfija egy titokzatos szépasszony lábainál hever. Iphiginai Brightnak nincs múltja, nincs jelene: eddig senki sem ismerte. A bájos özvegy mégis egy csapásra bűvkörébe vonja a nemes társaságot. Elragadtatott sóhajok röppennek, ha hófehér ruhában, fehér-arany hintaján begördül valahová, kéjesen szörnyülködő hangok szállnak, amint úton-útfélen híresztelik, hogy épp most menesztette ágyából Masterst, a diszkréció mindenek fölébe helyező earlt. Mrs. Bright nem titkolja hogy feltett szándéka új szeretőt keríteni magának. A hírek Masters earljének fülébe is eljutnak. Vidéki magányát odahagyva Londonba utazik. Tarthatalan állapot, hogy ország-világ a régi szeretőjéről beszél! De hogy lehet, hogy ő még a nevét sem hallotta soha?!
- Mystique (HC Jul 1995 – PB Mar 1996) – A zöld kristály

Tartalom: Eltűnt a zöld kristály! Ez a hír fogadja Sir Hugh-t, amikor belovagol új birtokára. Márpedig a kő Scarcliffe mindenkori ura erejének és hatalmának jelképe. A rettenthetetlen lovag nyomozni kezd, s a szálak egy tüneményes, vörös hajú lányhoz vezetnek. Bár nincs nála a kristály, Lady Alice egyezséget ajánl: a tolvaj nyomára vezeti Hugh-t, cserébe csak annyit kér, hogy a lovag menekítse ki őt és öccsét a nagybátyja házából. Az üzlet megköttetik. Néhány nap elteltével Hugh már azon tűnődik, hogy feleségnek sem lenne utolsó a lány. Ám Alice mindenáron kolostorba akar vonulni. Úgy tűnik, szándékától semmi sem tántoríthatja el. Vagy mégis?
- Mischief (HC Jul 1996 – PB Apr 1997) – A bajkeverő

Tartalom: Imogen Waterstone hosszú évek óta bosszút forral barátnője gyilkosa ellen. Nagybátyja halálával váratlan lehetőséghez jut: csapdát állíthat ellenfelének. Elhíreszteli, hogy az örökség részeként a tulajdonába került egy térkép is, amely felbecsülhetetlen értékű ókori kincs nyomára vezet. Arra számít, hogy a gyilkos expedíciót szervez a színarany pecsétnyomó felkutatására. Imogen reményei szerint arra majd csak az út végén – amikorra ellenfele minden pénze elúszott – derül fény, hogy a kincs sohasem létezett. A terv végrehajtásához azonban segítségre van szüksége. Segítőtársul a híres felfedezőt, Colchester Earljét szemeli ki. Ám a férfi, akinek múltja botrányoktól sem mentes, visszautasítja a lány kérését. Épp ő adja a nevét ehhez az őrültséghez? Ő, aki hitelt érdemlően bizonyítani tudja, hogy a kincs nem létezik! Nem létezik?
- Affair (HC Jun 1997 – PB Feb 1998) – Különös kérő

Tartalom: "Esküszöm, St. Ives, hogy még soha nem volt olyan komisz alkalmazottam, mint maga. Csupa zűrzavar minden, amihez nyúl. De válaszolok a kérdésére: maga tetszik nekem." A vonzó és okos Charlotte Arkendale bizonyos abban, hogy érti a dolgát. Házasságkötési ügyekben tapasztalt tanácsadó: csalhatatlannak számít annak eldöntésében, hogy ki a megfelelő kérő és ki nem az. Hanem Mr. Ives rejtélyén sehogy sem tud eligazodni… A széles vállú égő tekintetű, tudományokért rajongó férfi titkárnak jelentkezik Charlotte-nál. Vajon mi a terve? Talán, hogy közelebb férkőzzön a gyönyörű és elérhetetlen Charlotte-hoz? Vagy Charlotte egyik ügyfelének különös halála keltette fel a figyelmét? A világhírű amerikai szerzőnő régen várt új regénye ismét lebilincselő szórakozást kínál, miközben érzékletes képet fest a tizenkilencedik századi Anglia különös világáról is.
- With This Ring (HC Apr 1998 – PB Feb 1999) – Ezzel a gyűrűvel

Tartalom: Beatrice Poole falusi lelkész leánya, mellesleg – álnéven – sikeres rémregényszerző. "A rettenet és borzadály sötét erői behódoltak a szerelem és akarás erői előtt. A hajnal, az élet fényei táncoltak a megfakult ablakon túl." Amikor e sorokat papírra veti, még nem sejtheti, hogy olyan kalandokba keveredik, amelyekről a legmerészebb képzelet sem álmondhat. Természetfeletti erők látnak munkához Beatrice körül, s az események középpontjában Aphrodité Titkos Gyűrűi villódzanak. Beatrice elhatározza, hogy segítséget kér Monkcrest titokzatos earljétől, az okkult tudományok veszedelmes tudorától. Nem sejti még, hogy az earl – aki Beatrice könyveinek is regényhőse lehetne – végzetes vonzerejének képtelenség ellenszegülni. Az amerikai Amanda Quick legújabb romantikus regénye máris a sikerlisták élére került. Joggal..
- The Paid Companion (HC May 2004 – PB Apr 2005) – Menyasszonyt bérelnék!

Tartalom: St. Merryn grófjának nőre van szüksége. Szándékai merőben gyakorlatiasak – egy értelmes és elfogadható külsejű hölgyet keres, akivel néhány hétig mit jegyesével jelenhet meg az előkelő társaság rendezvényein. A megoldás egyszerűnek tűnik: csak fel kell fogadnia egy társalkodónőt, aki busás díjazás ellenében bizonyára szívesen eljátssza majd a menyasszony szerepét. Csakhogy a megfelelő jelöltre rátalálni sokkal nehezebb, mint gondolta. Már le is mondana tervéről, amikor a sors összehozza az igen határozott fellépésű és talpraesett Elenora Lodge-dzsal. Mivel a lány szorult anyagi helyzetében éppen társalkodónői állást keres, elfogadja a gróf ajánlatát. Ám hamar megtapsztalja, hogy a férfi Rain Street-i otthonában igen különös dolgok történnek, munkaadója bizony rejteget néhány veszedelmes titkot a világ elől. De Elenorát kemény fából faragták, nem szalad el a veszélyes kalandok elől: rövid idő alaltt igazi társává válik a férfinak nagybátyja gyilkosának felkutatásában. És a közös nyomozás során St. Merryn grófja is rájön valamire: bizony, létezik ezen a földön olyan nő, aki még az ő józan és gyakorlatias szívében is képes vad szenvedélyeket ébreszteni.
- Wait Until Midnight (Feb 2005) – Mire éjfélt üt az óra

Tartalom: Adam Hardesty múltja korántsem olyan makulátlan, mint a jelene. Egy "jóakarója" felfedezte, miféle bűnöket követett el évekkel ezelőtt és most zsarolni próbálja. A férfi tudja: ha rövid idő alatt nem akad a zsaroló nyomára, életének sötét foltjai nem maradhatnak többé titokban. Mindent elkövet hát, hogy megtalálja ezt az embert.
Ám akad valaki, aki állandóan keresztezi az útjait: Caroline Fordyce, a romantikus kalandregények népszerű írója. Mivel a hölgynek sincs teljesen rendben a szénája, retteg attól, amit nyomozása során Adam kideríthet róla. Úgy dönt, hogy inkább csatlakozik a férfihoz.
Kettejük közös útja ettől fogva gyilkosok, bűnpártolók és szemfényvesztők világába vezet. A rejtélyek sűrűsödnek, a veszélyek sokasodnak, és hőseinknek immár nem csak attól kell félniük, hogy titkaikra fény derül. Életben maradásuk a tét…

#### Vanza
1. 'I Thee Wed' (HC Apr 1999 – PB Feb 2000) – Titkok könyve

Tartalom: Szép, okos, önfejű, ami a szívén, az a száján. Az ilyen társalkodónőt senki nem tűri maga mellett sokáig. Nem csoda hát, hogy Emma Greysonnak ajánlólevelet kell hamisítania , ha új álláshoz akar jutni. Ám hiába biggyeszt pápaszemet az orrára, a vidéki kastélyban vendégeskedő urak felfigyelnek szépségére. Tolakodó udvarlásuk elől egy szekrénybe rejtőzik, ahol váratlan társaságra akad… Edison Stokes erős kézzel igazgatja vállalatbirodalát, de akkor sem hátrál meg, amikor barátja nyomozómunkára kér: egy régi becses könyvnek lába kélt, és gyanúja szerint a vendégek közt keresendő a tolvaj. Aki most áldozatára, a megfelelő nőre les, hogy Emma mindenkinél alkalmasabb alany a kísérlethez.Csak úgy tudja szemmel tartani és megvédelmezni, ha maga mellé fogadja segítőtársul. Nem is sejti még, hogy Emma hajlíthatatlan konoksága nemcsak a nyomozás sikerét, de mindkettejük életét is veszélybe sodorhatja.
1. Wicked Widow (HC Apr 2000 – PB Mar 2001) – A gonosz özvegy

Tartalom: Madeline Deveridge pontosan tudja, hogy városszerte csak Gonosz Özvegyként emlegetik, és azt híresztelik róla, hogy ő segítette át férjét a túlvilágra, majd eltüntette maga után a nyomokat. De kisebb gondja is nagyobb ennél. Egy ideje kísértetek zaklatják őt és szeretett nagynénjét. Minden jel arra utal, hogy az ez a kísértet nem más, mint néhai férje szelleme. Madeline tisztában van vele, hogy ez lehetetlen, de eltökélt szándéka, hogy fényt derít a titokzatos jelenségekre. Ebben a ragyogó eszű Artemis Hunt, az úri társaság megbecsült, ám rideg és zárkózott tagjának segítségét kéri. Artemis Hunt senkinek sem enged betekintést a magánéletébe. Épp ezért derült égből villámcsapásként éri a felismerés, hogy a Gonosz Özvegy minden titkát ismeri. Madeline értesülései pontosak: Hunt a kedvelt londoni szórakozóhely, az Álompark tulajdonosa, és egy titkos társaság nagymestere. Hunt biztosítékot követel a nőtől, hogy nem árulja el, cserébe felajánlja szolgálatait. Együtt vetik bele magukat a cselszövések és ősi titkok világába, ahol szívfájdítóan édes szenvedély – és egy hidegen számító gyilkos vár rájuk.
1. Lie By Moonlight (HC Jun 2005 – PB May 2006)- Az éj leple alatt

Tartalom: Concordia Glade minden idegszálával érzi, hogy valami nincs rendjén abban az elhagyatott kastélyban, ahol négy árván maradt leány nevelésével bizzák meg. Ráadásul újdonsült tanítványai jóvoltából egyre több különös dologról értesül. Amint a fiatal tanárnő megsejti, hogy a gondjára bízott leányok becsülete és jó híre forog kockán, merész szökési tervet eszel ki. Menekülésük azonban már-már meghiúsulni látszik, amikor útjukat egy titokzatos idegen keresztezi. Amrose Wells magánnyomozó egy haláleset szálainak felgöngyölítése közben éjszaka csöppen a borzalmas események közepébe, és rögvest a szökevények védelmére kel. Concordia kénytelen elfogadni a határozott és vonzó férfi segítségét. Ugyanis még a legelszántabb és legfüggetlenebb tanárnőnek is támogatásra van szüksége ahhoz, hogy leszámoljon a rejtélyes események hátterében álló félelmetes és befolyásos londoni bűnözőkkel. És miközben együtt keresik a sötétségből kivezető utat, maguk is megtanulnak egyet-mást – makacsságról, bátorságró, szerelemről…

#### Lake & March
1. Slightly Shady (HC Apr 2001 – PB Apr 2002) – Kissé gyanús

Tartalom: A férfi aki becsörtetett Lavinia Lake római régiségboltjába, azt állította, hogy egy gyilkost üldöz. Ám a nő az első perctől szentül meg volt győződve arról, hogy az idegen az ő tönkretételén fáradozik. Nem elég, hogy kitessékelte őt az üzletből, még arra is rákényszeríttette, hogy hazatérjen Angliába. Lavinia megfogadta magában, hogy kamatostul megfizet a rajta esett sérelmekért. Tobias March megbízatása egy nagyhatalmú gonosztevő kézre kerítésére szólt. Ám ügyködése során csupán egyik zsákutcából a másikba, egyik holttesttől a másikig jutott. És amikor végre felcsillant a sikeres befejezés reménye, azt kellett tapasztalnia, hogy küldetését egy kiszámíthatatlan, fegyelmezetlen, végtelenül idegesítő nőszemély veszélyezteti. Akinek lényéről és tevékenységéről a legjóindulatúbb nyomozó is csak annyit állapíthat meg: kissé gyanús…
1. Don't Look Back (HC Jun 2002 – PB Apr 2003) . Ne nézz hátra!

Tartalom: Az "igényes magánszemélyeknek diszkrét magánnyomozást" kínáló Lake & March cég új feladatot kap: Howard Hudson megbízza őket felesége gyilkosának felkutatásával. A Kissé gyanús című regényben megismert nyomozópáros, Lavinia és Tobias tehát munkához lát… Tobiasban erősödik a gyanú, hogy a bánatos özvegy nem is bűbájos felesége elvesztését fájlalja, sokkal inkább az asszony eltűnt, felbecsülhetetlen értékű karkötőjét szeretné visszaszerezni. És ezzel a törekvésével nincs egyedül. Mindenre elszánt gazemberek egész sora veti magát az ékszer – és a bele foglalt, sokak szerint varázserővel bíró, kék kámeakő – után. Laviniához hasonlóan Howard is a mesmerizmus, a hipnotizálással kombinált gyógymágnesezés mestere, és szakmája gyakorlása közben nagy hasznát venné a bűvös erejű kőnek. A reménytelennek tűnő nyomozás szálai a szikrázóan elegáns báltermektől London lepusztult negyedein át egy mágnesező hipnotizőrhöz vezetnek, aki egyebek közt "hisztériában" szenvedő nőket kezel, hagyományosnak egyáltalán nem mondható módszerekkel.
1. Late For the Wedding (HC May 2003 – PB Dec 2004)- Lekésett esküvő

Tartalom: Új regényében az írónő ismét izgalmas kalandok felé vezeti nem mindennapi hőseit, Tobias Marchot és igéző társát, Lavinia Lake-et. Egy meghívás a távoli, romantikus vidéki kastélyba, Beaumont Castle-ba azzal az ígérettel kecsegteti a kissé különc, ám tökéletesen összeillő párt, hogy egy kis időre elszökhetnek a lármás Londonból, a kíváncsi szemek és rosszindulatú pletykák elől. Ám rögtön a legelső, meghittnek ígérkező hétvégén szép terveiket felborítja egy különös nő, aki Tobias múltjából bukkan elő. Aspasia Gray szépsége éppolyan nyugtalanító Lavinia számára, mint Tobiashoz fűződő kapcsolata. A lány elhunyt vőlegénye ugyanis Tobias barátja volt, foglalkozására nézve pedig orgyilkos. A kettejük közötti különös kötelék Lavinia számára szinte elviselhetetlen. Különösen azután, hogy az ifjú hölggyel Tobias hálószobájában is összetalálkozik. Amikor a kastélybeli események arra utalnak, hogy valaki megirigyelte az elhunyt orgyilkos módszereit, a detektívpáros lázas nyomozásba kezd. Feltűnnek az arisztokraták előkelő birtokain éppúgy, mint London legsötétebb sikátoraiban, hogy megvívják végső csatájukat egy titokzatos, mindenre képes gazemberrel.

#### Victorian Arcane Society
- Second Sight (HC May 2006)- Tiéd vagyok!

Tartalom: Szorult anyagi helyzete miatt Venetia Milton kénytelen elszegődni egy Isten háta mögötti romos udvarházba, hogy fényképeket készítsen egy titokzatos alkimista társaság ereklyéiről. Mihelyst azonban megpillantja megbízójának talányosan csillogó sötét szemét, úgy dönt, hogy egyúttal kelleténél hosszabbra nyúló lányságának is véget vet. A röpke és meglehetősen szenvedélyes találkozást követően azonban Venetia a férfi halálhíréről értesül. Nem tétovázik megragadni a kínálkozó alkalmat, és Mr. Gabriel Jones özvegyeként új életet kezd Londonban. Elismert és felkapott portrékészítőként egészen addig gondtalanul él, amíg a halottnak hitt férfi váratlanul fel nem bukkan. Gabriel ugyanis már régóta nyomoz egy elvetemült fickó után, aki épp Venetia tudományában véli felfedezni az évszázadok óta elfeledett, hétpecsétes titok nyitját. Így a lány már nemcsak a gyönyör emlékén, hanem az életveszélyen is kénytelen osztozni a férfival.
- White Lies (Jayne Ann Krentz)
- Sizzle and Burn (Jayne Ann Krentz)
- The Third Circle (HC 2008)- Rád vártam

Tartalom: Leona Hewitt férfinak öltözve oson be Lord Delbridge magánmúzeumába, hogy visszaszerezzen egy ereklyét, amelyet évekkel ezelőtt tulajdonítottak el családjától. Ám valaki más is behatol a félhomályos galériába: egy magas, fekete köpenyt viselő férfi, akinek pusztán a hangja is révületbe ejti Leonát. Thaddeus Ware, a rendkívüli képességekkel rendelkező hipnotizőr játszi könnyedséggel irányítja mások gondolatait és tetteit. Leona akaratát azonban nem képes megtörni, sőt elképedve tapasztalja, hogy a nő delejes hatással van rá...
- Running Hot (Jayne Ann Krentz)
- The Perfekt poison (HC 2009)- A tökéletes méreg

Tartalom: Lucinda Bromley nem csupán kiváló botanikus, de természetfeletti képességeivel megérez és azonosítani tud mindenfajta mérget. Különleges tudását a rendőrség is gyakran igénybe veszi. Éppen egy újabb gyilkosság felderítésében segédkezik, amikor rájön, hogy az áldozat halálát okozó szert abból a ritka növényből készítették, amit nemrégen tőle loptak el. Felfedezéséről azonban bölcsen hallgat a rendőrség előtt, inkább megbíz egy magándetektívet a tolvaj kézre kerítésével. Caleb Jones vaslogikával és hadvezéreket meghazudtoló stratégiai érzékkel old meg minden rejtélyes ügyet, de igazán eredményes nyomozóvá spirituális képességei teszik. A férfi vállalja, hogy segít Lucindának megtalálni a tolvajt, ám hamarosan egy szövevényes összeesküvés kellős közepén találja magát. És miközben hátborzongató veszélyek leselkednek rá, mindenre elszánt gonosztevőkkel csatázik, még önnön nyugtalanító démonaival is meg kell küzdenie. És persze azzal a számára eddig ismeretlen, forró szenvedéllyel, amit Lucinda ébreszt benne...

#### The Looking Glass Trilogy
- Quicksilver (Apr 2011)- Az Árnyak Tükre

Tartalom: A tükörolvasás különös képességével rendelkező Virginia Dean rémálmából arra riad, hogy idegen ágyban fekszik, egy halott férfi mellett, véres késsel a kezében. Nem emlékszik rá, hogy mi történt vele és körülötte, mert a szoba tükörfalai által kibocsátott sötét energiák eltompították az érzékeit. Reménytelennek tűnő helyzetéből Owen Sweetwater menti ki, aki családja férfi tagjaitól örökölt vadásztehetségét kamatoztatva éppen egy különösen veszélyes pszichobűnöző után nyomoz – így jut el a lányt foglyul ejtő tükörszobába. Virginia korábban csak egyszer látta a férfit, de már akkor tudta, hogy egyhamar nem fogja elfelejteni...
Az előkelő Arkane Társaság úri tagjai sarlatánoknak, sőt bűnözőknek tartják a tükörolvasásból élő pszichikus tehetségeket, így Virginiát is. Owen azonban másképp gondolja. A férfi tudja, hogy a lány tehetsége valódi, és hogy éppen Virginia fogja elvezetni annak a kettős gyilkosságnak a felderítéséhez, amelyen éppen dolgozik. Sőt, a közös nyomozás során kettejük között kibontakozó ellenállhatatlan vonzalom arra is ráébreszti: csakis a lány mentheti meg attól, hogy beteljesedjen rajta a Sweetwaterek átka...

### Jayne Ann Castle Krentz
- Dangerous Men & Adventurous Women: Romance Writers on the Appeal of the Romance (Dec 1992)

## Magyarul

### Jayne Ann Krentz
- Megkésett nászéjszaka; ford. Boróky Dóra; Harlequin, Bp., 1994 (Tiffany)
- A barlang legendája; ford. Illés Lídia; Harlequin, Bp., 1995 (Júlia bestseller)
- Viharos szenvedély; ford. Szabó Hedvig; Európa, Bp., 1997
- Féktelen vágyak; ford. Szabó Hedvig; Európa, Bp., 1998
- Zabolátlan szívek; ford. Szabó Hedvig; Európa, Bp., 1998
- Most vagy soha; ford. Szabó Hedvig; Európa, Bp., 1999
- Tökéletes társak; ford. Ladányi Katalin; Európa, Bp., 1999
- Bízz bennem; ford. Ladányi Katalin; Európa, Bp., 2000
- Misztikus szerelem; ford. Molnár Katalin; Európa, Bp., 2001
- Titkos tehetségek; ford. Révy Katalin; Európa, Bp., 2001
- Örökkön-örökké; ford. Varga Monika; Európa, Bp., 2002
- Fényvarázs; ford. Urbán Erika; Európa, Bp., 2002
- Holtomiglan, holtodiglan; ford. Ágoston Szabina; Európa, Bp., 2003
- Igaz vagy hamis; ford. Urbán Erika; Európa, Bp., 2005
- Fény vagy árnyék; ford. Molnár Katalin; Európa, Bp., 2005
- Csiszolatlan gyémánt; ford. Ladányi Katalin; Európa, Bp., 2007
- Tűz és víz; ford. Nagy Nóra; Európa, Bp., 2008
- Ha leszáll az éj; ford. Komáromy Zsófia; Európa, Bp., 2009
- Reménysugár; ford. Szabó Anna; Európa, Bp., 2010
- Holdfénypart; ford. Szabó Olimpia; Európa, Bp., 2011
- Az átok; ford. F. Nagy Piroska; Maecenas, Bp., 2011
- Hajnal Holdfényparton; ford. Nagy Nóra; Európa, Bp., 2012
- Nyár Holdfényparton; ford. Palkó Katalin; Európa, Bp., 2013
- Ölelő karok; ford. Palkó Katalin; Európa, Bp., 2014
- River Road; ford. Palkó Katalin; Európa, Bp., 2015
- Nem bízhatsz senkiben. A szerelem mindent megváltoztat; ford. Palkó Katalin; Európa, Bp., 2016
- Titkos nővérek; ford. Palkó Katalin; Európa, Bp., 2018

### Amanda Quick
- Csábítás; ford. Keszthelyi Klára; Vénusz, Bp., 1991 (Vénusz könyvek)
- Botrány; ford. Keszthelyi Klára; Mars, Bp., 1992 (Vénusz könyvek)
- Becsület; ford. Sóvágó Katalin; Mars, Bp., 1993 ''(Vénusz könyvek)
- Légyott; ford. az Aposztróf Fordító BT. [Varga Monika]; Maecenas International, Bp., 1994 (Vénusz könyvek)
- Fegyverletétel; ford. Varga Mónika; Maecenas, Bp., 1995 (Vénusz könyvek)
- Bukott angyal; ford. F. Nagy Piroska; Maecenas, Bp., 1995 (Vénusz könyvek)
- Legenda; ford. Varga Monika; Maecenas, Bp., 1995 (Vénusz könyvek)
- Emésztő tűz; ford. Sóvágó Katalin; Maecenas, Bp., 1995 (Vénusz könyvek)
- A zöld kristály; ford. Varga Monika; Maecenas Könyvek Budapest, Bp., 1996
- A szerető; ford. Balogh Mariann; Maecenas Könyvek Budapest, Bp., 1996
- A bajkeverő; ford. Varga Monika; Maecenas Könyvek Budapest, Bp., 1997
- A vakmerő; ford. Sóvágó Katalin; Maecenas Könyvek Budapest, Bp., 1997
- Ezzel a gyűrűvel; ford. Varga Monika; Maecenas Könyvek Budapest, Bp., 1998
- Különös kérő; ford. Szuhay-Havas Ervin; Maecenas Könyvek Budapest, Bp., 1998
- Titkok Könyve; ford. F. Nagy Piroska; Maecenas, Bp., 1999
- A Gonosz Özvegy; ford. F. Nagy Piroska; Maecenas, Bp., 2000
- Kissé gyanús; ford. F. Nagy Piroska; Maecenas, Bp., 2001
- Ne nézz hátra!; ford. Roby Tiallac; Maecenas, Bp., 2002
- Lekésett esküvő; ford. F. Nagy Piroska; Maecenas, Bp., 2003
- Menyasszonyt bérelnék!; ford. F. Nagy Piroska; Maecenas, Bp., 2004
- Mire éjfélt üt az óra; ford. F. Nagy Piroska; Maecenas, Bp., 2005
- Az éj leple alatt; ford. F. Nagy Piroska; Maecenas, Bp., 2006
- Tiéd vagyok!; ford. F. Nagy Piroska; Maecenas, Bp., 2007
- A folyó titka; ford. F. Nagy Piroska; Maecenas, Bp., 2008
- Rád vártam!; ford. F. Nagy Piroska; Maecenas, Bp., 2009
- A tökéletes méreg; ford. F. Nagy Piroska; Maecenas, Bp., 2010
- Az égő lámpa; ford. F. Nagy Piroska; Maecenas, Bp., 2011
- Szédítő mélység. Amanda Quick Tükör-trilógiájának első könyve; ford. F. Nagy Piroska; Maecenas, Bp., 2012
- Az árnyak tükre. A Tükör-trilógia második könyve; ford. F. Nagy Piroska; Maecenas, Bp., 2012
- A sötétség kapujában. A Tükör-trilógia harmadik könyve. Amanda Quick új regénye; ford. F. Nagy Piroska; Maecenas, Bp., 2012
- Kristályok kertje; ford. Kelly Ágnes; Maecenas, Bp., 2013
- A titokzatos nő; ford. Kelly Ágnes; Maecenas, Bp., 2014
- Hazugságok kertje; ford. Sóvágó Katalalin; Maecenas, Bp., 2016
- Alibi jegyesség; ford. Kelly Ágnes; Maecenas, Bp., 2016
- A lány, aki túl sokat tudott; ford. Sóvágó Katalin; Maecenas, Bp., 2017
- Míg a halál el nem választ; ford. F. Nagy Piroska; Maecenas, Bp., 2017

### Jayne Castle
- Az éjféli kristály. Az Álomfény-trilógia harmadik könyve; ford. F. Nagy Piroska; Maecenas, Bp., 2011